# 카를로 폰티
카를로 포르투나토 피에트로 폰티(이탈리아어: Carlo Fortunato Pietro Ponti, 1912년 12월 11일~2007년 1월 10일)는 이탈리아의 영화 프로듀서이다.

## 생애
카를로 폰티는 이탈리아 롬바르디아주 마젠타에서 태어났으며 그의 할아버지는 마젠타 시장을 역임했다. 밀라노 대학교에서 법학을 전공했고 아버지가 근무하고 있던 밀라노의 법률 사무소에서 근무했다. 영화 계약을 통해 영화 산업에 관여했다.
카를로 폰티는 1940년에는 밀라노에서 영화 산업을 세우기 시작했고 알리다 발리가 주연한 마리오 솔다티 감독의 영화 《피콜로 몬도 안티코》를 제작했다. 이 영화는 이탈리아의 통일 시기에 일어난 이탈리아 왕국과 오스트리아 제국 간의 제2차 이탈리아 독립 전쟁을 묘사했다. 이 영화는 제2차 세계 대전 기간 동안에 "독일인과 같은 오스트리아인"을 쉽게 볼 수 있었기 때문에 성공적이었던 반면에 카를로 폰티는 나치 독일과의 관계를 파괴한 혐의로 수감되기도 했다.
카를로 폰티는 1941년에 리카르도 괄리노가 로마에서 운영하던 룩스 필름의 제의를 수용했고 희극인 토토가 출연한 상업 영화를 제작하면서 큰 성공을 기록했다. 1954년에는 페데리코 펠리니 감독의 영화 《길》의 제작을 담당하면서 가장 큰 예술적인 성공을 기록했는데 이는 페데리코 펠리니 감독이 1956년에 아카데미 국제영화상을 수상하는 계기가 된다.
카를로 폰티는 《보카치오 70》(1962년), 《이탈리아식 결혼》(1964년), 《어제, 오늘, 내일》(1965년), 《닥터 지바고》(1965년)을 제작하면서 큰 성공을 기록했다. 특히 《닥터 지바고》의 감독을 맡았던 데이비드 린은 1965년에 골든 글로브상 극영화 부문을 수상했다. 또한 미켈란젤로 안토니오니 감독의 영화 《욕망》(1966년), 《자브리스키 포인트》(1970년), 《여행자》의 제작을 담당하면서 높은 평가를 받았다.

## 사생활
카를로 폰티는 1946년에 줄리아나 피아스트리와 결혼했고 딸 구엔달리나 폰티, 아들 알렉스 폰티를 출산했다. 1951년에는 미인 대회 심사위원으로 참가하여 단역 배우로 활동하고 있던 소피아 라차로를 만나서 영화 《안나》에 캐스팅시켰다. 1952년에는 카를로 폰티의 친구였던 고프레도 롬바르도가 소피아 라차로의 예명을 소피아 로렌으로 바꾸게 된다.
카를로 폰티는 1957년에 멕시코에서 줄리아나 피아스트리와 이혼하고 소피아 로렌과 결혼했다. 하지만 당시 이탈리아에서는 이혼이 금지되어 있었기 때문에 카를로 폰티와 소피아 로렌 간의 결혼은 1962년에 무효 처리되었다. 카를로 폰티는 소피아 로렌, 줄리아나 피아스트리아와 함께 프랑스로 이민을 갔고 1966년에 프랑스 시민권을 취득하게 된다. 카를로 폰티는 1966년에 줄리아나 피아스트리와 합법적으로 이혼한 다음에 소피아 로렌과 재혼하게 된다. 카를로 폰티는 소피아 로렌과의 사이에서 아들 카를로 폰티 주니어, 에도아르도 폰티를 두었다.

## 제작 영화 목록
- 나폴리의 황금 (1954)
- 율리시스 (1954)
- 철도원 (1956)
- 검은 난초 (1958, The Black Orchid)
- 두 여인 (1960)
- 여자는 여자다 (1961)
- 푸른 수염 (1963, Landru)
- 사랑의 변주곡 (1963)
- 경멸 (1963)
- 기관총부대 (1963, Les Carabiniers)
- 이탈리아식 결혼 (1964)
- 제10의 도망자 (1965)
- 닥터 지바고 (1965)
- 욕망 (1966)
- 25시 (1967)
- 연인들의 장소 (1968)
- 자브리스키 포인트 (1970)
- 해바라기 (1970)
- 로마여 영원하라 (1973, Rappresaglia)
- 엔디 워홀의 프랑크슈타인 (1973)
- 위험한 관계 (1974, Cugini carnali)
- 여행자 (1975)
- 카산드라 크로싱 (1976)
- 오로라 (1984, Qualcosa di biondo)
- 러닝 어웨이 (1988, La ciociara)